# Vlatko Vukelić
Vlatko Vukelić (Vukelić Draga kod Krmpota, 21. srpnja 1935.), hrvatski kemijski inženjer i zagonetač.
Magistar je kemijskoga inženjerstva. Radio je u tvornici svjetiljki i baterija Croatia u Zagrebu.
Od 1951. objavljuje u nizu zagonetačkih listova, osječkim Zagonetki i Rebusu, Enigmi, Razonodi, Čvoru, Čvor razbibrigi, Glasu Zadra, HiK-u, Križaljki kvizu, Pitalici, Problemu, somborskom Spektru, novogradiškim Zelenim zagonetkama, Vjesnikovu Kvizu, Kvizorami i Večernjemu listu, u kojemu je uređivao i enigmatsku rubriku.